# Bulbophyllum acuminatum
Bulbophyllum acuminatum là một loài phong lan thuộc chi Bulbophyllum. Loài này óc tên tiếng Anh thường gọi là "The Tapering Flower Bulbophyllum" và có thể thấy ở Đông Nam Á như Thái Lan, Miến Điện, và Malaysia.